# Szendrő
Szendrő [sendré] (slovensky Sendrov) je město v severovýchodním Maďarsku v župě Borsod-Abaúj-Zemplén, spadající pod okres Edelény. Nachází se asi 33 km severozápadně od Miškovce. V roce 2015 zde žilo 4 260 obyvatel. Podle údajů z roku 2001 zde bylo 83 % maďarské a 17 % romské národnosti.
Městem protéká řeka Bódva. Nejbližšími městy jsou Edelény a Rudabánya. Blízko jsou též obce Galvács, Szalonna, Szendrőlád a Szuhogy.